# Stapel (Einheit)
Mit Stapel wurde in der Torfwirtschaft ein Volumen bezeichnet, das Grundlage im Handel mit Torf war. Der Stapel wurde nach dem Stechen zum Trocknen aufgeschichtet. Dieser hatte unterschiedliche Größe und berücksichtigte das Schwundmaß durch Trocknung. 
Die Maße waren bei der pyramidenartigen Aufschichtung je Reihe zum Beispiel beim Pariser Stapel:
Grundfläche 17 mal 9 Fuß, die Deckfläche hatte bei einer Höhe von 4 Fuß eine Fläche von 15 mal 7 Fuß. Darüber kam eine Spitzdachabdeckung mit Torfsoden.
Der Inhalt betrug um 516 Kubikfuß ohne Abdeckung im Frischzustand.
- 1 Pariser Stapel = 503 Kubikfuß = 90 Trachten je 5 ⅔ Kubikfuß
- 1 Stapel (im Département Somme) = 320 Kubikfuß

Im Herbst nass aufgestapelte Sodenhaufen nannte man Pilons, die 6 Fuß Breite, 22 Fuß Länge und 3 Fuß Höhe hatten. Die Dachabdeckung betrug 18 Zoll, so dass es rund 400 Kubikfuß waren.